# Jörg Lanz von Liebenfels
Jörg Lanz von Liebenfels (włas. Joseph Adolf Lanz) (ur. 19 czerwca 1874 w Penzing, zm. 22 kwietnia 1954 w Wiedniu) – austriacki zakonnik i publicysta, antropolog amator, założyciel czasopisma Ostara, w którym publikował antysemickie i volkistowskie teorie. Uczeń Guido von Lista, prekursora idei będących okultystycznymi źródłami nazizmu.

## Życiorys
Joseph Adolf był synem nauczyciela Johanna Lanza i Katheriny Hoffenreich. Wychowany w rodzinie mocno katolickiej w 1893 wstąpił do zakonu cystersów i jako brat Georg zamieszkał w klasztorze Heiligenkreuz (Świętego Krzyża) w Lesie Wiedeńskim. W 1894 stwierdził, że miał wizję, w której rycerz stopą przyciska małpę. Lanz uznał to za wezwanie do pokonania ludzi-małp przez ludzi-panów i od tego czasu zaangażował się w krzewienie sennej idei. Rok po święceniach kapłańskich w 1900 roku został z zakonu usunięty z powodu nieprzestrzegania ślubów czystości (homoseksualizm) a także udziału w ruchu Georga Schönerera Oddzielamy się od Rzymu.
Uznając siebie za przedstawiciela aryjskiej rasy panów Lanz dodał do swojego nazwiska szlachecki człon von, podobnie jak jego nauczyciel Guido List. Spotkało się to z poparciem ze strony Guido von Lista, który dodatkowo wydrukował mu zmyślone drzewo genealogiczne, mające ukryć jego żydowskie korzenie ze strony matki. Po zmianach Lanz stał się baronem doktorem Adolfem Georgiem (Jörgiem) Lanzem von Liebenfelsem. Zmiany Lanz tłumaczył tym, że w ten sposób chciał uniemożliwić astrologom zbadanie swojej osoby.
Współtwórca ariozofii. Był założycielem i kapłanem okultystyczno-rasistowskiej organizacji Ordo Novi Templi (Zakon Nowej Świątyni) w 1907. Od 1905 wydawał pismo „Ostara”, w którym publikował antysemickie i volkistowskie teorie, wydano około 100 numerów. Twierdził m.in. że od starożytności półboska rasa aryjska była zagrożona przez drapieżną rasę mężczyzn-bestii, ciemnych zwierzęco rozpustnych, wykorzystujących seksualnie piękne aryjskie kobiety, przez co niszczona była rasa wyższa. Proponował tworzenie farm ludzkich, gdzie przez krzyżowanie najlepszych osobników powstałaby superrasa. Jego poglądy wywarły ogromny wpływ na Adolfa Hitlera i ideologię nazistowską. Hitler (posiadacz w latach 1910–1913 kolekcji około 50 szt. pisma Ostara) już w 1909 roku skontaktował się z Lanzem i poprosił go o kilka starych numerów Ostary, kiedy jednak doszedł do władzy, zakazał mu pisać.